# J.P. Parisé
Jean-Paul Joseph-Louis "J.P." Parisé, född 11 december 1941, död 7 januari 2015, var en kanadensisk ishockeytränare och professionell ishockeyforward som tillbringade 14 säsonger i den nordamerikanska ishockeyligan National Hockey League (NHL), där han spelade för ishockeyorganisationerna Boston Bruins, Toronto Maple Leafs, Minnesota North Stars, New York Islanders och Cleveland Barons. Han producerade 594 poäng (238 mål och 356 assists) samt drog på sig 706 utvisningsminuter på 890 grundspelsmatcher. Han spelade på lägre nivåer för Rochester Americans i American Hockey League (AHL), Minneapolis Bruins och Oklahoma City Blazers i Central Professional Hockey League (CPHL) och Niagara Falls Flyers i Ontario Hockey Association (OHA).
Efter spelarkarriären var han anställd hos North Stars som assisterande tränare mellan 1980 och 1988, med ett inhopp som tränare för deras samarbetspartner Salt Lake Golden Eagles i Central Hockey League (CHL). 1996 fick han en anställning hos Shattuck-St. Mary's School och var skolans ishockeychef fram till 2008 när Parisé blev utsedd som tränare för Des Moines Buccaneers i United States Hockey League (USHL), där blev det dock bara ett år. Den 7 januari 2015 avled Parisé vid 73 års ålder av lungcancer. Han var far till den amerikanska ishockeyforwarden Zach Parise som själv är etablerad i NHL och spelar för Minnesota Wild.

## Statistik
| 1961–1962   | Niagara Falls Flyers  | OHA         | 38  | 8   | 20  | 28  | 28  | —  | —  | —  | —  | —  |
|             | Kingston Frontenacs   | EPHL        | 1   | 0   | 0   | 0   | 0   | —  | —  | —  | —  | —  |
| 1962–1963   | Kingston Frontenacs   | EPHL        | 64  | 11  | 17  | 28  | 64  | 5  | 0  | 0  | 0  | 6  |
| 1963–1964   | Minneapolis Bruins    | CPHL        | 72  | 27  | 36  | 63  | 77  | 5  | 1  | 2  | 3  | 10 |
| 1964–1965   | Minneapolis Bruins    | CPHL        | 70  | 17  | 56  | 73  | 106 | 5  | 5  | 1  | 6  | 0  |
| 1965–1966   | Boston Bruins         | NHL         | 3   | 0   | 0   | 0   | 0   | —  | —  | —  | —  | —  |
|             | Oklahoma City Blazers | CPHL        | 69  | 19  | 30  | 49  | 137 | 7  | 6  | 3  | 9  | 2  |
| 1966–1967   | Boston Bruins         | NHL         | 18  | 2   | 2   | 4   | 10  | —  | —  | —  | —  | —  |
|             | Oklahoma City Blazers | CPHL        | 42  | 11  | 22  | 33  | 98  | 11 | 1  | 9  | 10 | 32 |
| 1967–1968   | Toronto Maple Leafs   | NHL         | 1   | 0   | 1   | 1   | 0   | —  | —  | —  | —  | —  |
|             | Rochester Americans   | AHL         | 30  | 10  | 18  | 28  | 37  | —  | —  | —  | —  | —  |
|             | Minnesota North Stars | NHL         | 43  | 11  | 16  | 27  | 27  | 14 | 2  | 5  | 7  | 10 |
| 1968–1969   | Minnesota North Stars | NHL         | 76  | 22  | 27  | 49  | 57  | —  | —  | —  | —  | —  |
| 1969–1970   | Minnesota North Stars | NHL         | 74  | 24  | 48  | 72  | 72  | 6  | 3  | 2  | 5  | 2  |
| 1970–1971   | Minnesota North Stars | NHL         | 73  | 11  | 23  | 34  | 60  | 12 | 3  | 3  | 6  | 22 |
| 1971–1972   | Minnesota North Stars | NHL         | 71  | 19  | 18  | 37  | 70  | 7  | 3  | 3  | 6  | 6  |
| 1972–1973   | Minnesota North Stars | NHL         | 78  | 27  | 48  | 75  | 96  | 6  | 0  | 0  | 0  | 9  |
| 1973–1974   | Minnesota North Stars | NHL         | 78  | 18  | 37  | 55  | 42  | —  | —  | —  | —  | —  |
| 1974–1975   | Minnesota North Stars | NHL         | 38  | 9   | 16  | 25  | 40  | —  | —  | —  | —  | —  |
|             | New York Islanders    | NHL         | 41  | 14  | 16  | 30  | 22  | 17 | 8  | 8  | 16 | 22 |
| 1975–1976   | New York Islanders    | NHL         | 80  | 22  | 35  | 57  | 80  | 13 | 4  | 6  | 10 | 10 |
| 1976–1977   | New York Islanders    | NHL         | 80  | 25  | 31  | 56  | 46  | 11 | 4  | 4  | 8  | 6  |
| 1977–1978   | New York Islanders    | NHL         | 39  | 12  | 16  | 28  | 12  | —  | —  | —  | —  | —  |
|             | Cleveland Barons      | NHL         | 40  | 9   | 13  | 22  | 27  | —  | —  | —  | —  | —  |
| 1978–1979   | Minnesota North Stars | NHL         | 57  | 13  | 9   | 22  | 45  | —  | —  | —  | —  | —  |
| NHL totalt  | NHL totalt            | NHL totalt  | 890 | 238 | 356 | 594 | 706 | 86 | 27 | 31 | 59 | 87 |
| CPHL totalt | CPHL totalt           | CPHL totalt | 253 | 74  | 144 | 218 | 418 | 28 | 13 | 15 | 28 | 44 |